# 偶像大师 百万人演唱会！ 剧场时光
《偶像大师 百万人演唱会！ 剧场时光》是一款由万代南梦宫娱乐於Android、iOS平台發行的音樂遊戲應用，自2017年6月29日起开始运营。略称是、“MLTD”。

## 概要
本作以於2013年2月27日由GREE發行的社交游戏《偶像大師 百萬人演唱會！》 為題材藍本的音樂遊戲，于2017年3月12日在日本武道館进行的演唱会“THE IDOLM@STER MILLION LIVE! 4thLIVE TH@NK YOU for SMILE!! Day3 Starlight Theater”上宣布了智慧型手機遊戲製作中的消息，并公布了第1批PV。2017年4月30日，于在幕張展覽館Event Hall举行的活動Niconico超會議 2017中公佈了第2批PV，並开放了預約註冊。預約註冊開放後第1日便有超過10萬人預約，在第2日預約數超過20萬人，一周內超過39萬人，在第18日預約數超過100萬人。在預約人數超過10萬、20萬時，於YouTube分別公佈了（歌：春日未來 / 聲 - 山崎遙）、《Precious Grain》（歌：最上靜香 / 聲 - 田所梓）兩部樂曲MV。
本作的遊戲概念為「與偶像更親密地接觸」（アイドルともっと触れ合える），並為此設計了多種遊戲系統。
本作的舞台是藝人經紀公司「765事務所」新设立的“765PRO LIVE剧场”。登场角色除了在《偶像大師 百萬人演唱會！》中登場的50名偶像外，還新增了两名新偶像：櫻守歌織（声 - 香里有佐）和白石紬（声 - 南早紀），使登場偶像总数达到52人。在本作中，早於其他偶像登場於偶像大师系列的13名偶像以“前輩偶像”的身份登場展開故事。

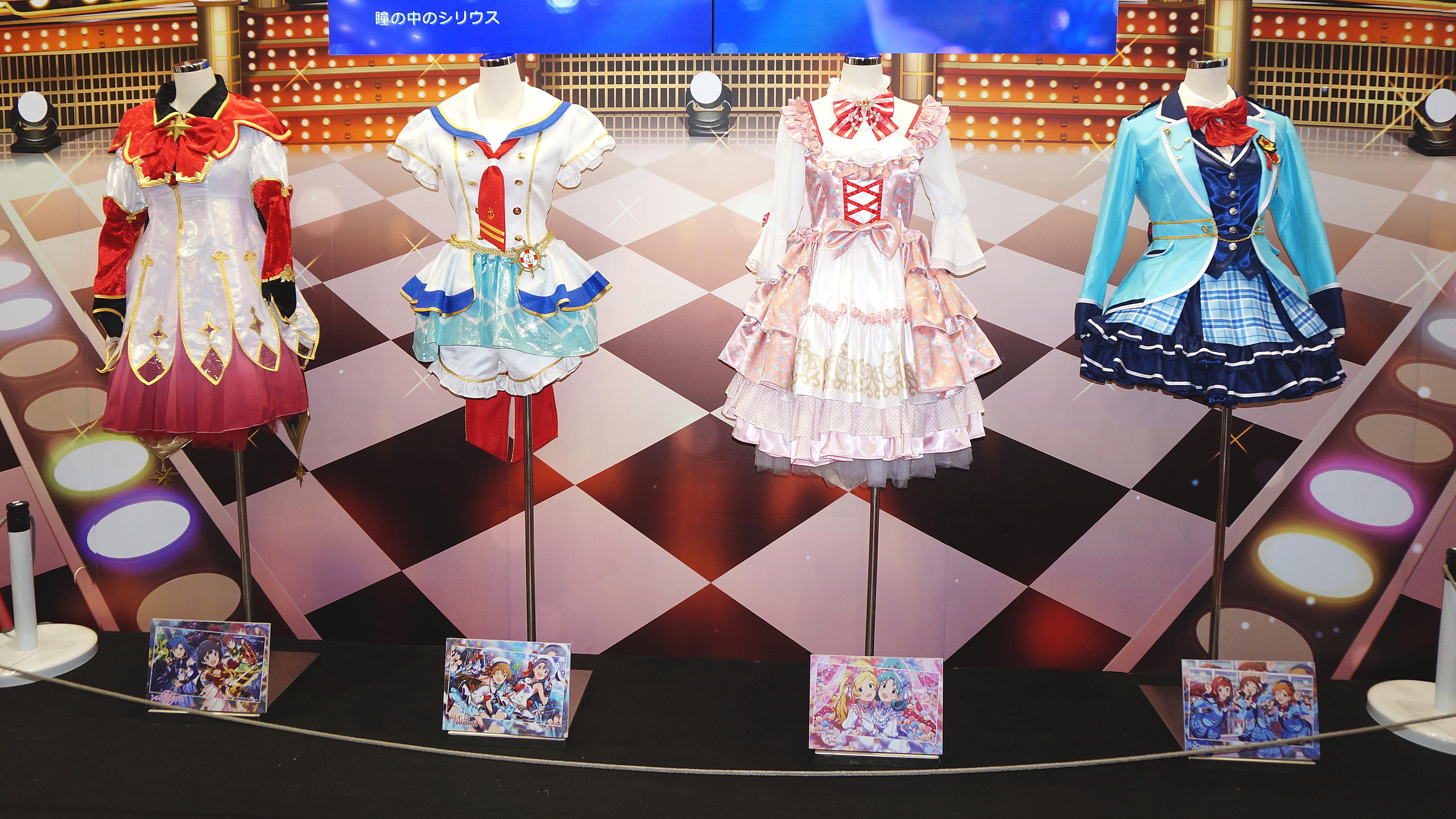
2019年漫畫博覽會日本館展示的《偶像大師 百萬人演唱會！ 劇場時光》舞台裝

2019年6月29日，宣佈將推出臺港澳地區版本、韓國版本遊戲，同年7月16日舉行了「「百萬人演唱會！ 劇場時光」放送局！～決定發行紀念！台灣、香港、澳門的製作人，讓各位久等了！～」直播活動，並於同日開放事前登錄。2019年8月29日，遊戲正式於台港澳的Google Play、App store上架。
2021年8月23日，海外版官方發出消息，本遊戲將於2021年9月30日下午3:00起縮減營運規模，並於未來結束營運，消息亦講到評估過近期形勢後，运营方難以繼續提供能讓玩家滿意的服務，因此決定結束營運。預計9月30日將停止所有的購買寶石手續、更新活動與轉蛋等，已購買的寶石則可繼續使用到結束營運為止，同時接下來也會進行系列活動，包括追加新服裝、贈送感謝紀念禮以及轉蛋活動等，10月將會進行最終更新，而9月和10月也預計會有特別直播，至於正式結束營運的時間於定案後，將於官方網站、SNS等平台再次發布公告。2021年11月26日官方發出公告，海外版即將於2022年1月28日結束營運，遊戲中的道具和百萬寶石要於2022年1月28日前使用完畢。

## 宣傳

### 電視廣告
遊戲畫面廣告
自2017年6月2日開始播出。於電視頻道中率先播出，其後亦於YouTube公佈影片。
「箱崎星梨花篇」 / 「望月杏奈篇」
自2018年6月29日開始播出。內容為搞笑藝人HIROMI在搭建偶像們表演的舞台的同時遊玩本遊戲並敘述感想。麻倉桃（飾 箱崎星梨花）、夏川椎菜（飾 望月杏奈）分別在各自的角色篇中扮演工作人員。

### 
自2018年3月30日開始不定期於遊戲官方YouTube頻道發佈的節目。內容以解說遊戲相關的各種情報為主。擔任節目講師的是稻川英里（飾 大神環）。

## 游戏系统
游戏以增加剧场的知名度以及成为“顶级偶像”为目标。其主要游戏模式由节奏打击类型音乐游戏的“Live”和情境猜谜类型的“工作”组成，通过这两种模式可以获得多种报酬。进行游戏需要“体力”，而体力会随着现实时间逐渐回复。
Live
Live是上方落下式的节奏打击游戏。分为单人Live和多人Live两种，前者需要手机竖屏操作，后者则和游戏大多数时间一样是横屏。每次Live的都需要五个偶像角色组队，不过单人Live时只有center会参演。
游戏中，屏幕下方有多个打击点，需要对应上方落下的不同音符来操作。最简单的圆形音符只需要在和打击点重叠时点击，除此之外还有滑条（需按住不放，途中中断不会导致miss，但不得分）、箭头（需要按照方向滑动）等。打击点的个数以及落下音符的数量/速度根据难度不同而变化，最多会有6个打击点。
Live服装
进行Live或者观看音乐视频时，每个角色的服装可以选择。初期仅有“Shiny Trinity”服装，可以从Live的报酬和抽卡等获得新服装。
工作
和Live不同，工作更接近于视觉小说游戏。需要和偶像进行对话来获取报酬。工作会随机出现不同类型的“Communication”，其中又是会有问答环节，回答正确可以获得更高奖励。
剧场
游戏的舞台，分为四个场景：入口、事务室、休息室和更衣室。在各个房间可以和偶像交流对话。其中部分对话可以和Live、工作一样，增加偶像的亲爱度。在不同的时间，也会有不同的场景出现（例如庆祝生日等）。另外，游戏中也可以查看偶像的Blog、短信交流等。
除此之外，玩家亦可通过Lounge和其他玩家好友进行聊天，或者互相赠送花架等。

## 活动
截至2019年2月，共有以下4種活動定期輪流舉行。

活动期间進行演唱會或工作，獲得活動專用扭蛋硬幣，使用硬幣即可抽取遊戲道具以及限定偶像。
PLATINUM STAR THEATER
追加新樂曲的活動。活動期間進行演唱會可獲得活動專用道具和活動專用點數，使用活動道具進行活動樂曲演唱會，便可獲得比進行一般樂曲演唱會更多的活動點數。
隨著活動點數累積，可解鎖活動專用劇情、獲得遊戲道具、獲得限定偶像卡片等。
此外，累積活動點數直至達到一定活動點數排行排名，便可獲得高級報酬限定活動偶像及其專用服裝。活動樂曲在活動結束后便會追加到一般樂曲中。
自2018年6月舉辦的活動起，高級報酬限定活動偶像及其專用服裝亦可通過累積活動點數獲得。
PLATINUM STAR TOUR
追加新樂曲的活動。在活動準備頁面選擇進行演唱會或工作可獲得活動專用點數，同時還可累積「進展度」，累積一定數量的進展度便可獲得進行活動樂曲演唱會所必需的活動專用道具。
與PLATINUM STAR THEATER相同，累積活動點數直至達到一定活動點數排行排名，便可獲得高級報酬限定活動偶像及其專用服裝。活動樂曲在活動結束后便會追加到一般樂曲中。
自2018年6月舉辦的活動起，高級報酬限定活動偶像及其專用服裝亦可通過累積活動點數獲得。
MILLION LIVE WORKING☆
活動期間進行演唱會，便可獲得活動專用點數和活動專用硬幣，隨著活動硬幣累積可獲得遊戲道具，以及解鎖偶像們的對話。
活動硬幣可用於活動商店裡兌換各種活動道具。

### 過去的活動
THEATER SHOW TIME☆
活動期間每日都將有不同的遊戲道具被設定為更容易掉落，進行演唱會或工作即可獲得比平常更多的這些遊戲道具。
自2018年12月起被整合到「MILLION LIVE WORKING☆」之中。
BRAND★NEW★PERFORM@NCE!!!
遊戲營運1週年特別活動。於2018年6月29日至7月11日期間舉行。
活動遊戲系統與前述的「PLATINUM STAR THEATER」大致相同，但除此之外還有設有依靠全體玩家達成總體活動點數目標便可獲得活動報酬的新系統「總合ANNIVERSARY MISSION」，以及達成日常週年任務便可獲得52名偶像全員的1週年紀念卡片作為報酬這些不同之處。
UNI-ON@IR!!!!
遊戲營運2週年特別活動。於2019年7月1日至7月13日期間舉行。
活動系統與1週年特別活動大致相同，但在此基礎上新增了「休息」與「加速」系統。玩家每日需「休息」6小時，在「休息」期間游玩無法獲得與本活動相關的遊戲道具及活動點數。每次「休息」結束后可獲得一次「加速」機會，每次「加速」為半小時，在此期間内游玩可以獲得雙倍的活動道具與活動點數。此外，於遊戲内首次進入活動頁面也可獲得一次「加速」機會。

## 登场人物
本作登場人物除了登場於偶像大师系列的13名偶像、以及登場於偶像大師 百萬人演唱會！的37名偶像之外，還追加了2名新偶像，合計登場偶像52名。此外，還新增了1名新角色青羽美咲，作為《劇場時光》的劇場事務員（担任玩家的後援一職）登場。其中，角色田中琴葉由于其声优種田梨沙休業療養，在遊戲營運初期並未登場，後於2018年2月8日登場。
在本作中，延續自《百萬人演唱會！》的765事務所中偶像間的前輩後輩關係變得更加明確，更有玩家在本作中扮演的角色「製作人」（即Producer）業已與13名前輩偶像構築了深厚的信賴關係以及具有演藝實績等不同之處。
本作追加的新角色
櫻守 歌織（さくらもり かおり）
聲 - 香里有佐
23歲 / 165cm / 生於3月27日 / 三圍：88/58/85 / 特技：合唱、高爾夫 / 興趣：馬術

白石 紬（しらいし つむぎ）
聲 - 南早紀
17歲 / 160cm / 生於5月29日 / 三圍：82/56/83 / 特技：穿戴和服 / 興趣：日本庭園、逛甜點店

青羽美咲（あおば みさき）
聲 - 安濟知佳
20歲 / 生於6月29日

## 收录乐曲
本作收录了许多偶像大師 百萬人演唱會的已发表乐曲，以及本作的主题曲「Brand New Theater!」。和本作相关的音乐CD系列（部分歌曲在游戏登场）有『THE IDOLM@STER MILLION THE@TER GENERATION』（2017年7月起发售）和收录Solo曲的『THE IDOLM@STER MILLION LIVE! M@STER SPARKLE』（2017年8月起）。